# حزامية الأوراق
حزامية الأوراق (التسمية الثنائية:†Zosterophyllum) هي جنس منقرض من نباتات الأرض الوعائية السيلورية-الديفونية ذات محاور متفرعة عارية يتم ترتيب مَبَاغات على شكل الكلى في المواقف الجانبية. إنها الجنس النمطي للمجموعة المعروفة باسم حزاميات الأوراق التي يعتقد أنها جزء من النسب الذي تطورت منه الحزازيات الذئبية الحديثة. تم وصف أكثر من 20 نوعًا من حزامية الأوراق.